# طيران الطاسيلي
طيران الطاسيلي، (بالإنجليزية:Tassili Airlines)، هي شركة طيران جزائرية، تأسست سنة 1998 بشراكة بين سوناطراك التي تحوز على نسبة 51 % والخطوط الجوية الجزائرية التي تحوز على نسبة 49 %، وفي سنة 2007 إشترت سوناطراك كل أسهم الخطوط الجوية الجزائرية فأصبحت المالك الوحيد للشركة. وفي 19 جويرية تم دمجها إلى الخطوط الجوية الجزائرية. مركزها الرئيسي يتواجد في مطار هواري بومدين الدولي.

## 1- تاريخ ومسار الشركة.
- شركة طيران الطاسيلي تأسست سنة 1998 [2] شراكة بين الشركة النفطية الجزائرية سوناطراك والخطوط الجوية الجزائرية وطارت أول رحلاتها في نيسان/أبريل 1999م،[3] شركة طيران الطاسيلي تملكها شركة النفط الجزائرية سوناطراك بعد إستحواذها عليها سنة 2007 من الخطوط الجوية الجزائرية والتي قررت إعادة هيكلة الشركة وتقسيمها إلى ثلاث فروع :
- 1-طاسيلي نفطال الجوية: التي تقوم بنقل العمال من وإلى مصادر الغاز والنفط.
- 2-طيران طاسيلي: التي تقوم بالنقل العام والدولي، للركاب وللشحن.
- 3-طاسيلي العمل الجوي : وهو قسم فرعي، يقوم بمختلف الأعمال الجوية مثل :
  -     - المسح الضوئي بالليزر على متن المروحية.
    - التصوير الجوي
    - رصد خطوط الضغط العالي والعالي جدا لشبكة قدرها 27.000 كم لفائدة شركة سونلغاز.
    - رصد خط أنابيب الغاز.
    - معالجة المحاصيل الزراعية عبر الجو.
    - ضمان عملية إطفاء الحرائق بالغابات.
    - مكافحة حالات زحف الجراد القادم عادة من مناطق الساحل الصحراوي.
    - القيام بعمليات الإخلاء الطبي من جنوب البلاد إلى مستشفيات الشمال لإدارة الأمراض الخطيرة (السرطان، الإصابات البليغة...).
- يوم 28 سبتمبر 2011م، طيران الطاسيلي تتلقى إذنا من وزارة النقل الجزئرية للقيام برحلات الكبرى.[4]
- يوم 4 أكتوبر 2011، تسلمته شركة طيران الطاسيلي آخر طائرة بوينغ الأربعة 737-800،[5] وافتتاح مكتب مبيعاتها الأول في مطار الجزائر العاصمة.[3][4][6]
- في أواخر نوفمبر 2011، تحصلت شركة يران الطاسيلي على علامة الجودة الدولية IOSA (إياتا لتدقيق السلامة التشغيلية)، الصادر من الاتحاد الدولي للنقل الجوي.[7]

في 20 جوان 2012 أصبح المدير العام لطاسيلي ارلاينز السيد خليل فيصل، اما محمد الصالح بولطيف فوجه إلى شركة الخطوط الجوية الجزائرية.
بداية الخميس 27 سبتمبر 2012 تم إطلاق أول رحلة جوية خارجية حاسي مسعود-روما وذلك بمعدل رحلة أسبوعياً.
في 5 يوليو 2013، افتتحت شركة الطيران رحلتين دوليتين إلى سان إتيان وغرينوبل في فرنسا.
في 13 نوفمبر 2014، افتتحت شركة الطيران خطين جديدين إلى مرسيليا وستراسبورغ في فرنسا.
في 10 يوليو 2015، افتتحت الشركة خطًا جديدًا إلى ليون في فرنسا.
في 4 يونيو 2016، قامت الشركة بافتتاح خط جديد من قسنطينة إلى ستراسبورغ
اعتبارًا من يوم الخميس 19 يونيو 2025، انتقلت ملكية شركة طاسيلي للطيران رسميًا من سوناطراك إلى الخطوط الجوية الجزائرية. ووفقًا لوزارة النقل الجزائرية، اتُخذ هذا الإجراء بهدف تحسين جودة وكفاءة النقل الجوي الداخلي.

## 2- الأسطول
- يتكون أسطول شركة طيران الطاسيلي من الطائرات الصغيرة والمتوسطة الحجم وهي تتركب أساسا من طائرات بومباردييه، ولكنها في سنة 2010 بدأت الاتجاه إلى اقتناء الطائرات كبيرة الحجم من طراز بوينغ :

| الطائرة                       | العدد | الترقيم                                                                                  | ملاحظات |
| ----------------------------- | ----- | ---------------------------------------------------------------------------------------- | ------- |
| بوينغ 737-800 (737-QZ8)       | 7     | 7T-VCA (طاسيلي ناجر) 7T-VCB 7T-VCC (أهقار) 7T-VCD (أسكرام) 7T-VCE (تيمقاد) 7T-VCF 7T-VCT | [ 13 ]  |
| داش 8-كي 400 (DH8D)           | 4     | 7T-VCL 7T-VCM 7T-VCN 7T-VCO                                                              | [ 14 ]  |
| داش 8-كي 200 (DH8B).          | 4     | 7T-VCP 7T-VCQ 7T-VCR 7T-VCS                                                              | [ 14 ]  |
| بيتش كرافت 1900 (Beech 1900D) | 3     | 7T-VIO 7T-VIP 7T-VIQ                                                                     | [ 15 ]  |
| بيلاتوس بي سي-6               | 5     |                                                                                          |         |
| كوسينا سي 208 بي(C208B).      | 4     |                                                                                          |         |
| مروحية بيل 206                | 7     |                                                                                          |         |

## 4- خطوط وأسماء المطارات التي تحط بها الشركة
تخدم شركة طيران الطاسيلي المطارات الجزائرية الرئيسية، خاصة تلك القريبة من حقول النفط أو الغاز الطبيعي في الصحراء الجزائرية مثل مطارات حاسي مسعود وحاسي الرمل وزرزيتين. في يوليو 2013، فتحت أول وجهات الرحلات المجدولة الوطنية والدولية للجمهور

### الخطوط الداخلية
تقوم طيران الطاسيلي برحلات منتظمة إلى المطارات التالية :
- مطار هواري بومدين الدولي - الجزائر العصمة.
- مطار رابح بيطاط الدولي- عنابة.
- مطار محمد بوضياف الدولي - قسنطينة.
- مطار أحمد بن بلة الدولي - وهران
- مطار مفدي زكريا الدولي - غرداية
- مطار كريم بلقاسم الدولي - حاسي مسعود
- مطار 08 ماي 1945 الدولي - سطيف
- مطار بودغن بن علي لطفي الدولي - بشار
- مطار أقنار - حاج باي أخاموك - تمنراست
- مطار تيسكا - جانت
- مطار قمار - الوادي
- مطار حاسي الرمل - حاسي الرمل

### الخطوط الخارجية
- الجزائر العاصمة - مرسيليا مطار مارسيليا
- الجزائر العاصمة - ستراسبورغ مطار ستراسبورغ
- سطيف - مرسيليا مطار مارسيليا
- سطيف - ستراسبورغ مطار ستراسبورغ
- سطيف - باريس مطار باريس أورلي
- سطيف - باريس مطار باريس شارل ديغول
- سطيف - ليون مطار ليون سانت إكسوبيري
- مطار نانت

## 5- شعار الشركة

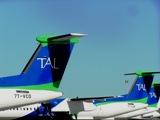
شعار الشركة

## 6- الحوادث للشركة
- في يوم 3 مارس 2019 على الساعة 8:56 صباحا، تعرضت الطائرة بيتش كرافت 1900 (ترقيم 7T-VIO) تابعة لشركة طيران الطاسيلي، لانهيار معدات الهبوط الرئيسية اليسرى أثناء هبوطها في مطار عين البيضاء ، في ورقلة ، الجزائر. وأصيبت الطائرة بأضرار غير معروفة ولم تقع إصابات بين ركاب الطائرة الستة عشر.[17]
- يوم 28 نوفمبر 2004، على الساعة 9 ليلا بالتوقيت المحلي، تحطمت طائرة بيتش كرافت 1900 (ترقيم 7T-VIN) تابعة لشركة طيران الطاسيلي على بعد 10 كم شمال مطار غرادية الدولي. الطائرة كانت متجهة من مطار حاسي الرمل وكانت تستعد للهبوط على أرضية مطار غرداية. ولكن قائد الطائرة ألغى الهبوط لوجود طائرة أخرى في المدرج، في محاولتا الثانية للهبوط إصطدمت الطائرة بالأرض وأنشقت. كان يتواجد بالطائرة خمس أشخاص، اثنين من الركاب وثلاثة أفراد الطاقم، مساعد الطيار أصيب في الحادث وتوفي بعد أيام.[18]

## 7- معرض بعض الصور

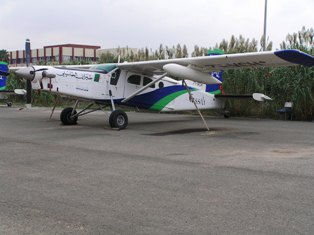
بيلاتوس بي سي-6
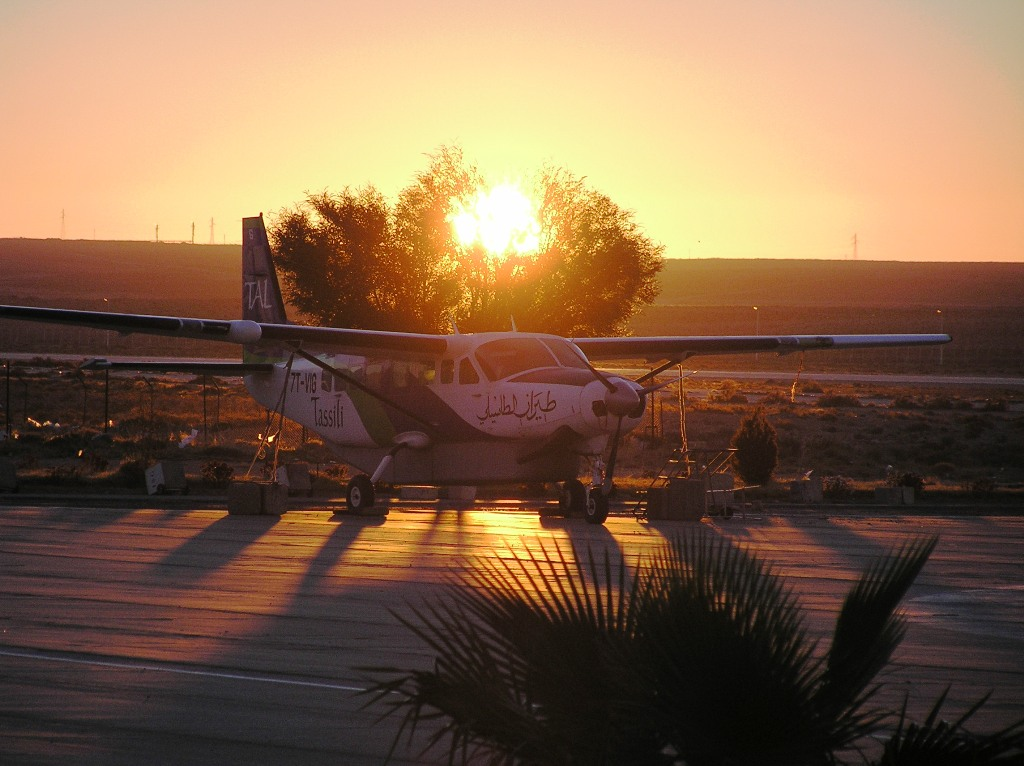
سيسنا سي208بي
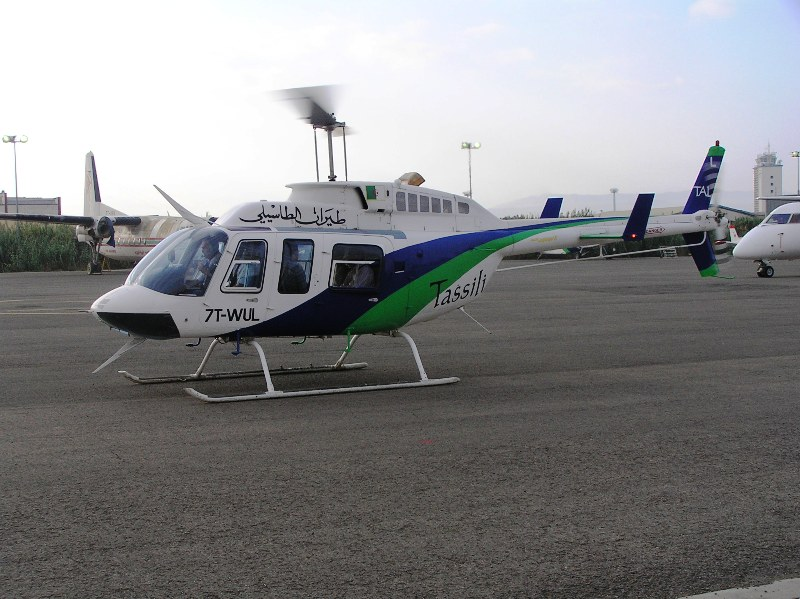
مروحية بيل 206 من مروحيات طيران الطايسلي.
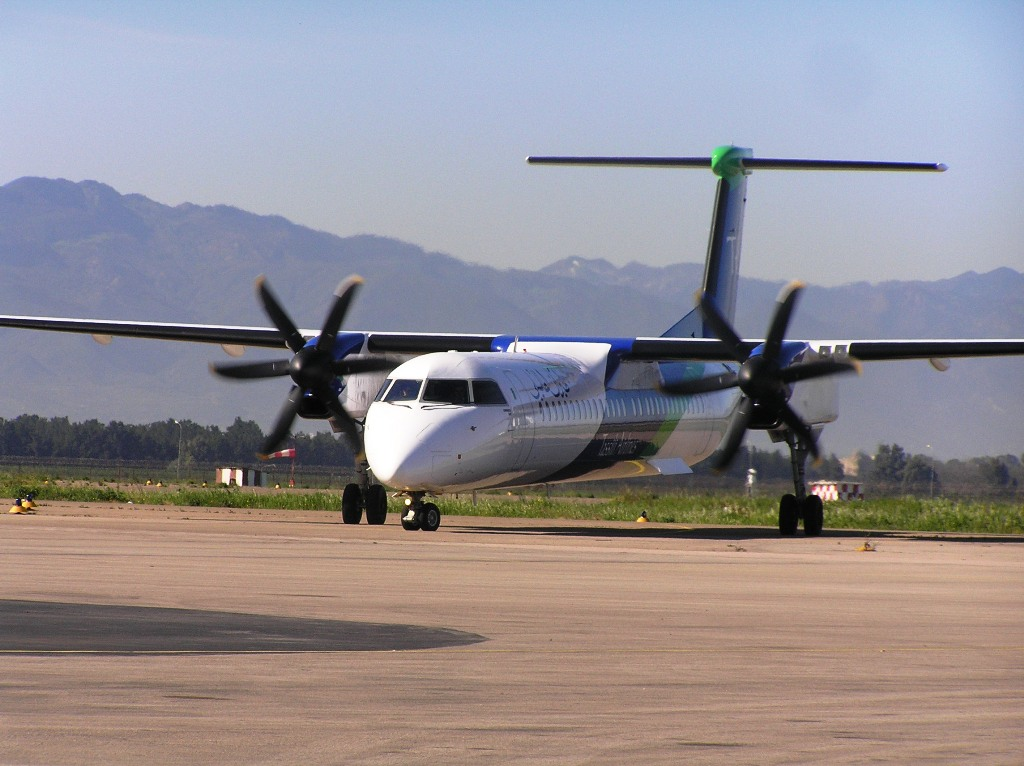
طائرة داش8-كي 400 خاصة بشركة طيران الطاسيلي.

## 8- الشركات المنافسة لي طيران الطاسيلي
- إيغل أزور
- ستار للطيران
- إير إكسبرس ألجيريا
- الخطوط الجوية الجزائرية

## 9- مواقع الويب
- الموقع الرسمي للطيران الطاسيلي
- الموقع الرسمي لسوناطراك